# Guanqiu Jian
Guanqiu Jian (chinesisch 毌丘儉, Pinyin Gùanqiū Jiǎn), Großjährigkeitsname Zhonggong (chinesisch 仲恭, Pinyin Zhònggōng; † 255), war ein chinesischer General der Wei-Dynastie und für seine Kampagnen gegen Gongsun Yuan und Goguryeo bekannt.

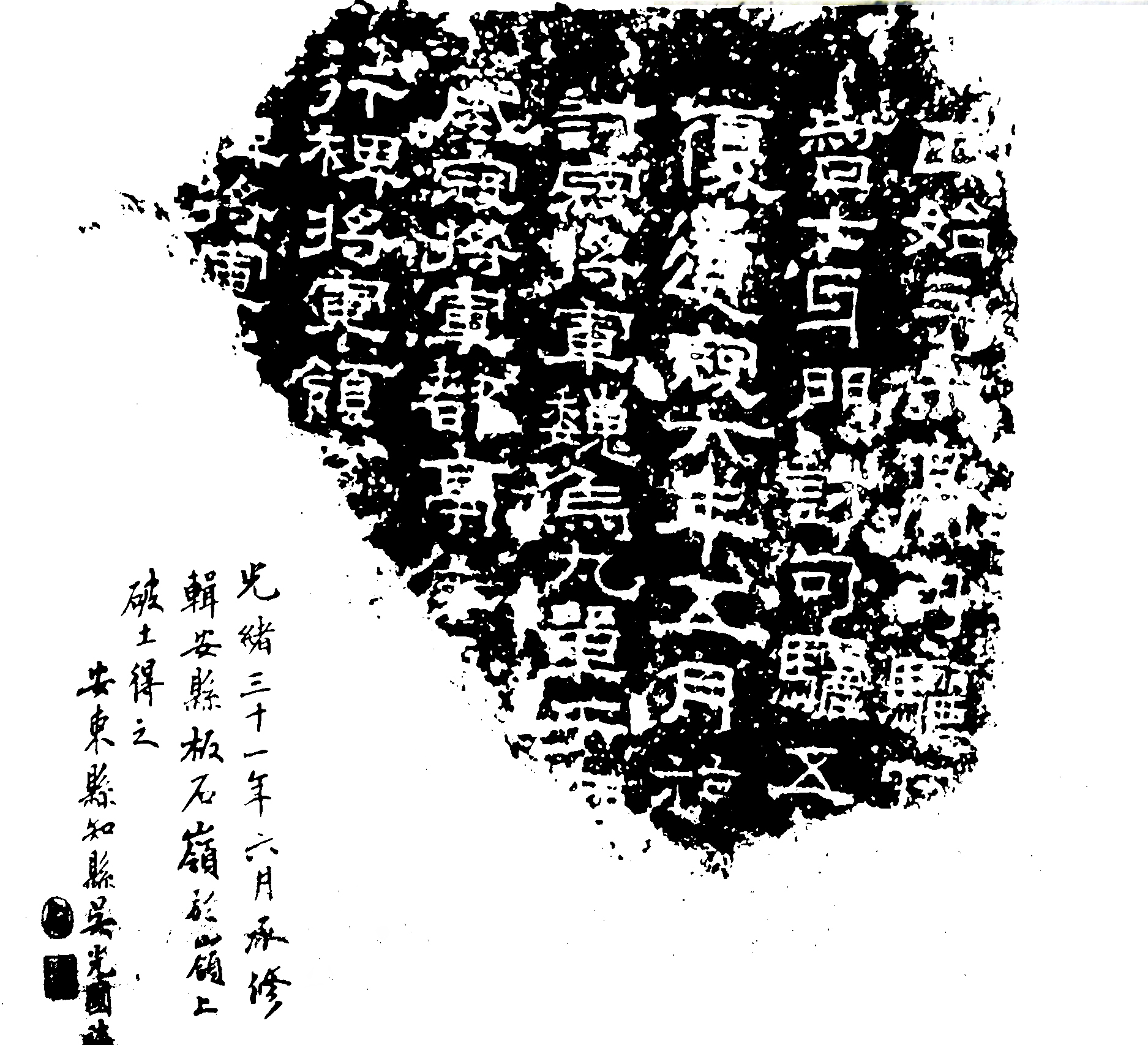
毌丘儉帶步騎兵萬人出玄菟討伐高句麗

Der Wei-Kaiser Cao Rui war ihm wohlgesinnt. Er sandte ihn 237 in die Liaodong-Kommandantur, um den lokalen Warlord Gongsun Yuan zu besiegen, aber er wurde von einer Flut aufgehalten. Im nächsten Jahr hatten er und Sima Yi mit der Kampagne Erfolg, wofür Guanqiu Jian den Titel des Marquis von Anyi (安邑候) erhielt.
244 führte Guanqiu Jian die zweite Strafexpedition nach Goguryeo. Er besiegte die Goguryeo-Armee unter der Führung des Königs Gong (宮) am Tongjia-Fluss und nahm ihre Hauptstadt Wandu ein. Während der dritten Kampagne im nächsten Jahr eroberte er die Hauptstadt erneut und zwang den König zur Flucht nach Südosten. Eine Unterabteilung der Armee erreichte die Ostküste der Halbinsel, eine andere erreichte die nördliche Mandschurei. Zur Erinnerung an den Eroberungsfeldzug wurde ein Steinrelief während der Kampagne aufgestellt. Ein Teil davon wurde 1905 entdeckt. Heute wird es „Monument für Guanqiu Jian, Leistungen eingraviert“ (毌丘儉紀功碑) genannt.
Guanqiu Jian wurde in einer Revolte gegen Sima Shi, den Regenten für Cao Fang, besiegt und getötet. Manche Scholasten halten diese Tat für eine Konsequenz seiner Loyalität gegenüber der Cao-Familie, andere tun es als bloße Auflehnung ab.
| Personendaten    | Personendaten                         |
| ---------------- | ------------------------------------- |
| NAME             | Guanqiu Jian                          |
| ALTERNATIVNAMEN  | Guanqiu Zhonggong                     |
| KURZBESCHREIBUNG | General der chinesischen Wei-Dynastie |
| GEBURTSDATUM     | 3. Jahrhundert                        |
| STERBEDATUM      | 255                                   |